# Gąski (powiat koszaliński)
Gąski (niem. Funkenhagen) – wieś letniskowa w północno-zachodniej Polsce, w województwie zachodniopomorskim, w powiecie koszalińskim, w gminie Mielno. Położona nad Morzem Bałtyckim, na Wybrzeżu Słowińskim.
Według danych z 31 grudnia 2009 r. Gąski miały 457 osób zameldowanych na stałe.
Miejscowość znajduje się w całości w obrębie obszaru chronionego krajobrazu Koszaliński Pas Nadmorski. Przy zachodniej części wsi, część nadbrzeża objęta jest specjalnym obszarem ochrony siedlisk Trzebiatowsko-Kołobrzeski Pas Nadmorski.

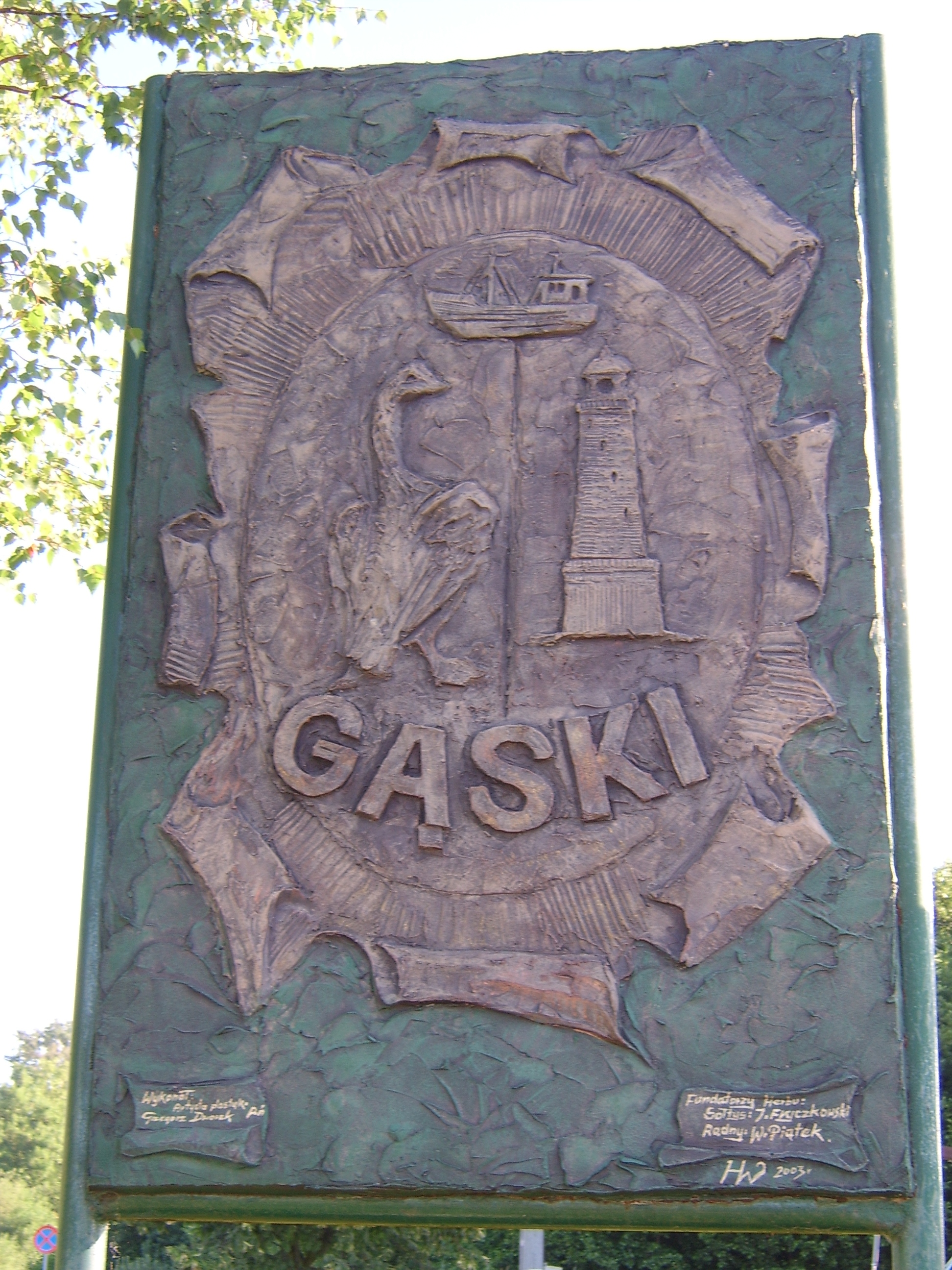
Dzieło autorskiego herbu Gąsek

## Turystyka

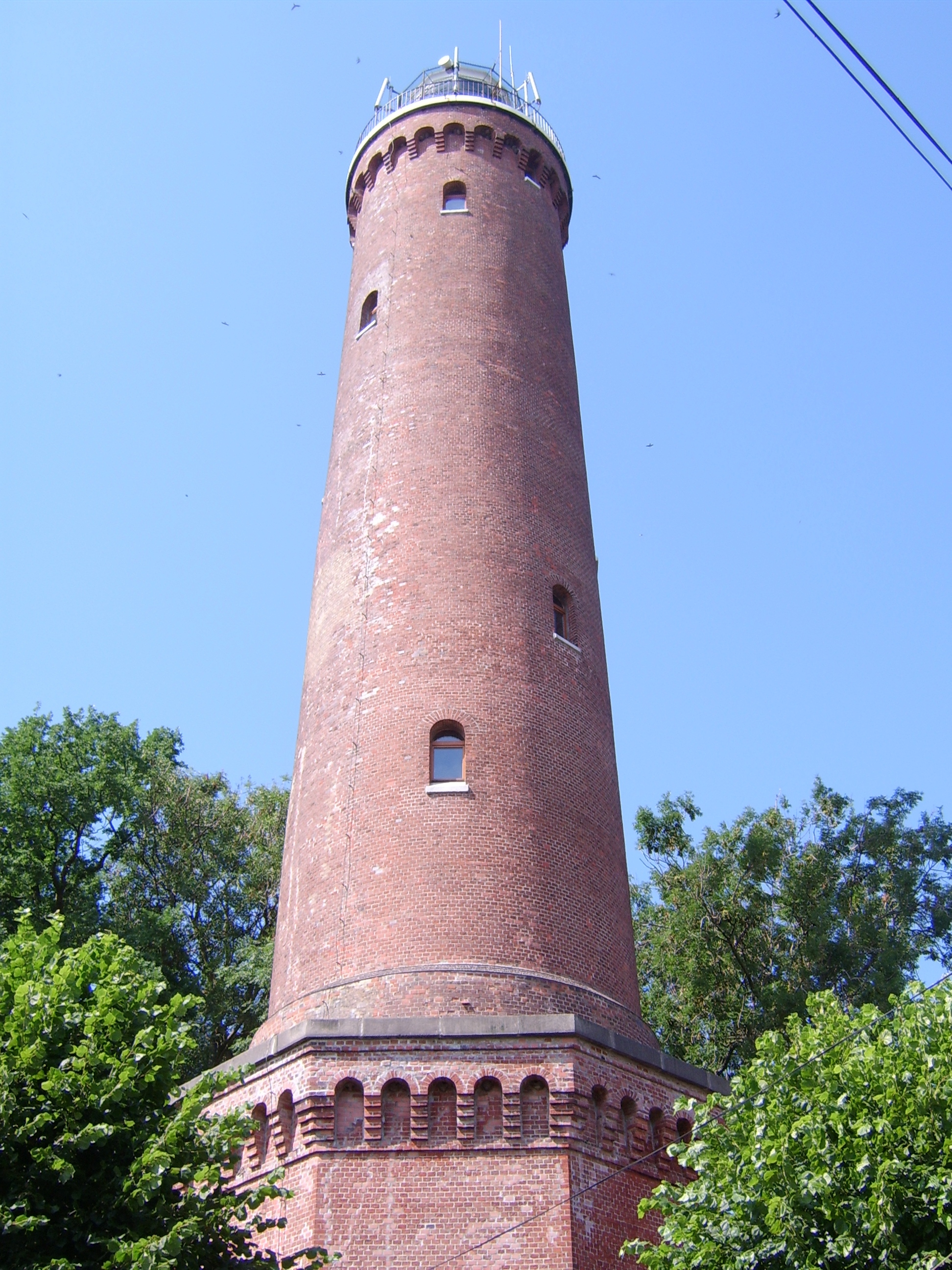
Największą atrakcją Gąsek jest Latarnia Morska

Na obszarze wsi o zabudowie rozproszonej, ośrodki wypoczynkowe, w centrum, oddalonym od morza o 1 km, neoklasycystyczny pałac, z parkiem o powierzchni 5 ha. 
Nad morzem wyznaczono letnie kąpielisko „Gąski 210” o długości 100 m, przy wejściu od ul. Latarników. W 2012 r. kąpielisko Gąski spełniało wytyczne wymogi jakościowe dla wody w kąpielisku Unii Europejskiej.
W pobliżu latarni skrzyżowanie znakowanych szlaków turystycznych:
- Szlak Nadmorski
- EV10 Szlak Wokół Bałtyku
- Szlak Rowerowy Pałacowy

W Gąskach na działce nr 193/17 rośnie tulipanowiec amerykański – drzewo o obwodzie pnia 295 cm, który został w 2008 r. uznany za pomnik przyrody.

## Zabudowa i historia
Znajdują się tu dwa zabytki nieruchome. Pierwszy to neoklasycystyczny pałac z XIX w. oraz park pałacowy z 2. połowy XIX wieku, w którym rośnie tulipanowiec i buki. Drugi to zespół latarni morskiej wybudowany w latach 1876–77, obejmujący latarnię, dom latarników, stodołę, budynek inwentarski, ogrodzenie oraz mur zespołu latarni. Latarnia jest trzecią pod względem wielkości na polskim wybrzeżu.
Stara osada należąca do rodziny Damiczów, w 1628 lotne piaski zasypały okoliczne pola. Od XVII wieku zbierano kamień wapienny i wypalano wapno. W 1846 urodził się tu architekt wrocławski, Richard Plüddemann. Do 1945 wieś nosiła nazwę Funkenhagen.
W 2009 r. w Gąskach było 95 rolników, którzy płacili podatek rolny.
W 2015 r. utworzono Sołectwo Gąski – „Osiedle”.

## Samorządy pomocnicze
Gmina Mielno dla obrębu ewidencyjnego Gąski utworzyła 2 sołectwa (jednostki pomocnicze). Sołectwo Gąski, obejmujące całą zachodnią część miejscowości Gąski oraz osadę Paprotno. Sołectwo Gąski-„Osiedle” obejmuje mniejszą wschodnią część zabudowy osiedlowej Gąsek z neoklasycystycznym pałacem, w pobliżu wsi Kiszkowo i osady Pękalin. Mieszkańcy każdego sołectwa wybierają sołtysa oraz radę sołecką, która składa się z 3 do 7 osób.

## Budowa elektrowni jądrowej

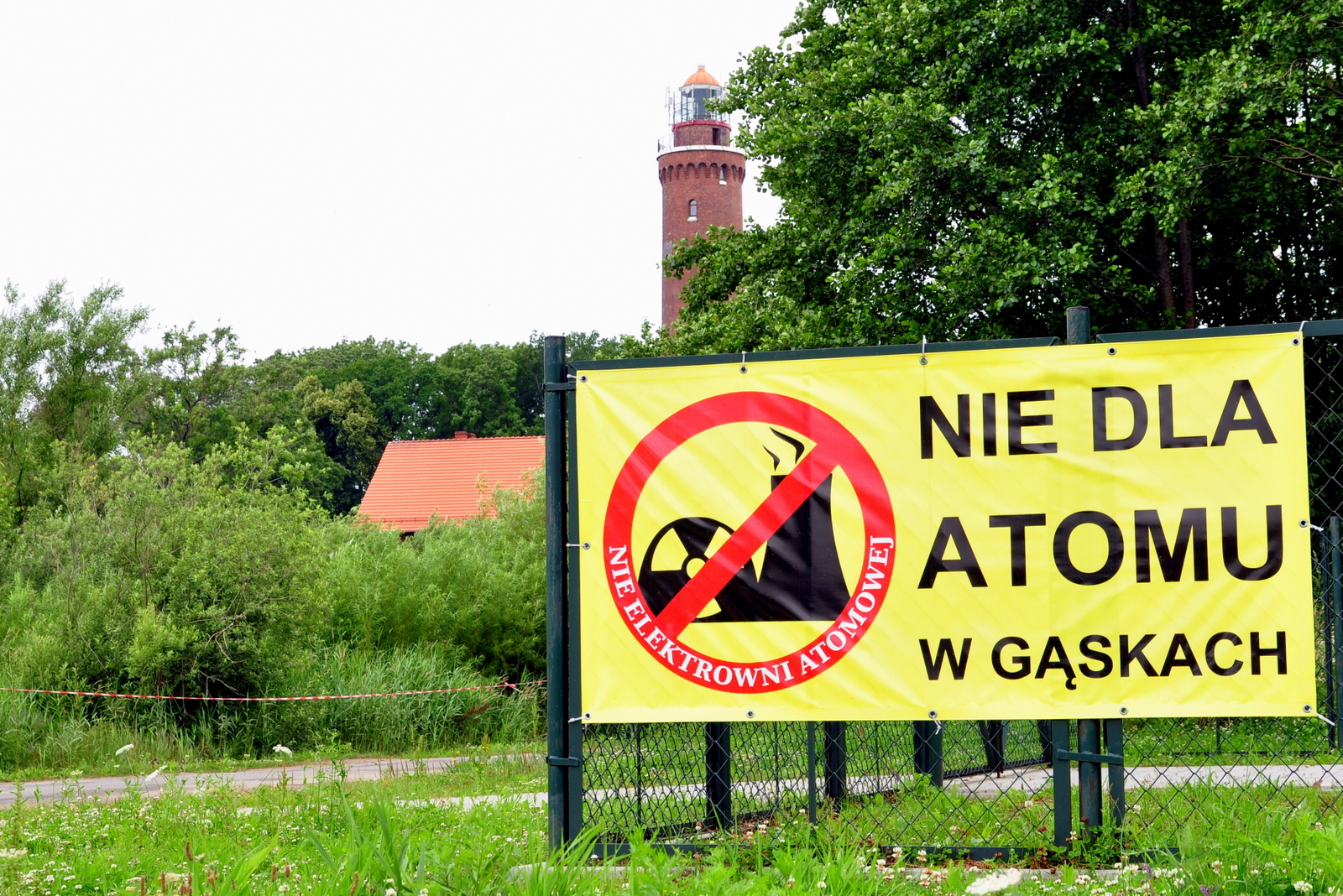
Baner mieszkańców Gąsek sprzeciwiających się planom budowy elektrowni jądrowej (lipiec 2012 r.)

25 listopada 2011 Polska Grupa Energetyczna wskazała trzy potencjalne lokalizacje elektrowni jądrowej w Polsce: Żarnowiec, Choczewo oraz właśnie Gąski.
W efekcie intensywnych działań i mobilizacji obywateli 12 lutego 2012 roku odbyło się referendum, w którym udział wzięło 57% mieszkańców gminy Mielno. Przeciw lokalizacji elektrowni zagłosowało 2237 osób (spośród 4171 uprawnionych do głosowania), 125 poparło lokalizację elektrowni. W czerwcu 2016 spółka PGE EJ1 poinformowała, że wycofuje się z realizacji inwestycji w Gąskach.